# Raúl Landini
Raúl Landini (n. 14 iulie 1909, Buenos Aires, Argentina – d. 29 septembrie 1988, Buenos Aires, Argentina) a fost un boxer ce a reprezentat Argentina, medaliat olimpic. A participat la o ediție a Jocurilor Olimpice (1928) în care a câștigat o medalie de argint.

## Participări
Lista de mai jos prezintă principalele competiții la care a participat Raúl Landini de-a lungul carierei.
- boxing at the 1928 Summer Olympics – welterweight[*]